# Kolonia Olszowiec
Kolonia Olszowiec – kolonia w Polsce położona w województwie łódzkim, w powiecie radomszczańskim, w gminie Kamieńsk.

## Historia
W latach 1975–1998 miejscowość administracyjnie należała do województwa piotrkowskiego.
Miejscowość pod nazwą Olszowiec z nadanym identyfikatorem SIMC 0541090 występowała do 2008 w zestawieniach archiwalnych TERYT
1 stycznia 2023 roku ustalono nazwę miejscowości w postaci Kolonia Olszowiec.